# 993
993（九百九十三、九九三、きゅうひゃくきゅうじゅうさん）は、自然数また整数において、992の次で994の前の数である。

## 性質
- 993は合成数であり、約数は 1, 3, 331, 993 である。
  - 約数の和は1328。
- 993 = 3 × 331
  - 297番目の半素数である。1つ前は989、次は995。
- 993 = 310 + 311 +312
  - 31の累乗和とみたとき1つ前は32、次は30784。
  - a = 31 のときの a0 + a1 + a2 の値とみたとき1つ前は931、次は1057。
  - 素数 p = 31 のときの p0 + p1 + p2 の値とみたとき1つ前は871、次は1407。(オンライン整数列大辞典の数列 A060800)
  - 993 = 313 − 1/31 − 1 = 323 + 1/32 + 1
- 約数の和が993になる数は1個ある。(961) 約数の和1個で表せる170番目の数である。1つ前は980、次は996。
- 993 = 42 + 42 + 312 = 52 + 222 + 222 = 82 + 202 + 232 = 112 + 142 + 262
  - 3つの平方数の和4通りで表せる118番目の数である。1つ前は987、次は994。(オンライン整数列大辞典の数列 A025324)
  - 993 = 82 + 202 + 232 = 112 + 142 + 262
    - 異なる3つの平方数の和2通りで表せる184番目の数である。1つ前は992、次は996。(オンライン整数列大辞典の数列 A025340)
- 各位の和が21になる28番目の数である。1つ前は984、次は1299。
  - 各位の和が三角数になる205番目の数である。1つ前は984、次は1000。(オンライン整数列大辞典の数列 A187744)
    - 各位の和も各位の平方和もまた各位の立方和も三角数になる10番目の数である。1つ前は939、次は1000。

## その他 993 に関連すること
- 西暦993年
- 紀元前993年
- 993型レーダー
- ポルシェ・911#993型
  - ポルシェ・993
- キッド (USS Kidd, DDG-993) は、アメリカ海軍のミサイル駆逐艦。